# Otto Ender
Otto Ender (ur. 24 grudnia 1875 w Altach, zm. 25 czerwca 1960 w Bregencji) − austriacki polityk, kanclerz.

## Życiorys
Był politykiem Austriackiej Partii Chrześcijańsko-Społecznej i w latach 1918–1930 oraz 1931-1934 był gubernatorem Vorarlbergu. W okresie od 4 grudnia 1930 do 20 czerwca 1931 był kanclerzem Austrii. Jego gabinet upadł kilka tygodni po ogłoszeniu przez bank Creditanstalt upałości. W latach 1933–1934 był ministrem w gabinecie Engelberta Dollfussa. Od 1934 do 1938 był prezesem Austriackiego Trybunału Obrachunkowego.